# Nicolas de La Salle
Pour les articles homonymes, voir La Salle.
Nicolas de La Salle, né en France et mort le 31 décembre 1710 au fort Louis de la Mobile, administrateur colonial et premier commissaire appointé en Louisiane française par le roi Louis XIV.

## Biographie
Nicolas de La Salle est issu d'une famille d'administrateur, l'un de ses frères, Charles de La Salle, fut commissaire général à Marseille et un autre de ses frères était ordonnateur au Siam.
En 1682, Nicolas de La Salle fit partie de l’expédition de René-Robert Cavelier de La Salle (aucun lien de parenté, simple homonymie patronymique) qui prit possession du bassin du fleuve Mississippi.
En 1700, Nicolas de La Salle demanda à Jérôme Phélypeaux de Pontchartrain qu’on le nommât à un poste mieux rémunéré dans la nouvelle colonie française de Louisiane, rappelant, à l’appui de sa demande, ses états de service avec Cavelier de La Salle. Il fut nommé commissaire intérimaire, il s’embarqua pour Biloxi à la fin de l'année 1701. Il était le premier à emmener sa femme et ses enfants dans la colonie, ce qui lui valut des éloges de Pierre LeMoyne d'Iberville. Il administra la colonie louisianaise et géra l’entrepôt du roi et les comptes et traitements des administrateurs coloniaux et des dépenses de la colonie. Il organisa le premier recensement de la Louisiane française.
Il s'opposa longtemps au nouveau commandant de la Louisiane,  Jean-Baptiste Le Moyne de Bienville, sur leurs différentes méthodes de gestion et de commandement de la colonie.
La colonie du fort Louis de La Mobile ayant remplacé Biloxi comme capitale de la Louisiane française, Nicolas de La Salle s'installa à La Mobile. Les critiques de Nicolas de La Salle sur l’emplacement de la vieille ville de Mobile et de son fort et ses recommandations quant à un nouvel emplacement, situé plus en aval, contribuèrent à fixer le choix de l’endroit où s’élevera le futur fort Condé et la future ville de Mobile. 
Nicolas de La Salle mourut le 31 décembre 1710 sans avoir pu voir la reconstruction de la petite cité coloniale de La Mobile et de son fort.